# Gerbillus harwoodi
Espèce
Synonymes
- Gerbillus harwoodi (Thomas, 1901)

Statut de conservation UICN

 LC  : Préoccupation mineure
Dipodillus harwoodi est une espèce qui fait partie des rongeurs. C'est une gerbille de la famille des Muridés, classée par certains auteurs dans le genre Dipodillus.
Synonymes :
- Gerbillus harwoodi[1]
- Dipodillus (Petteromys) harwoodi[2]